# A.J. Green

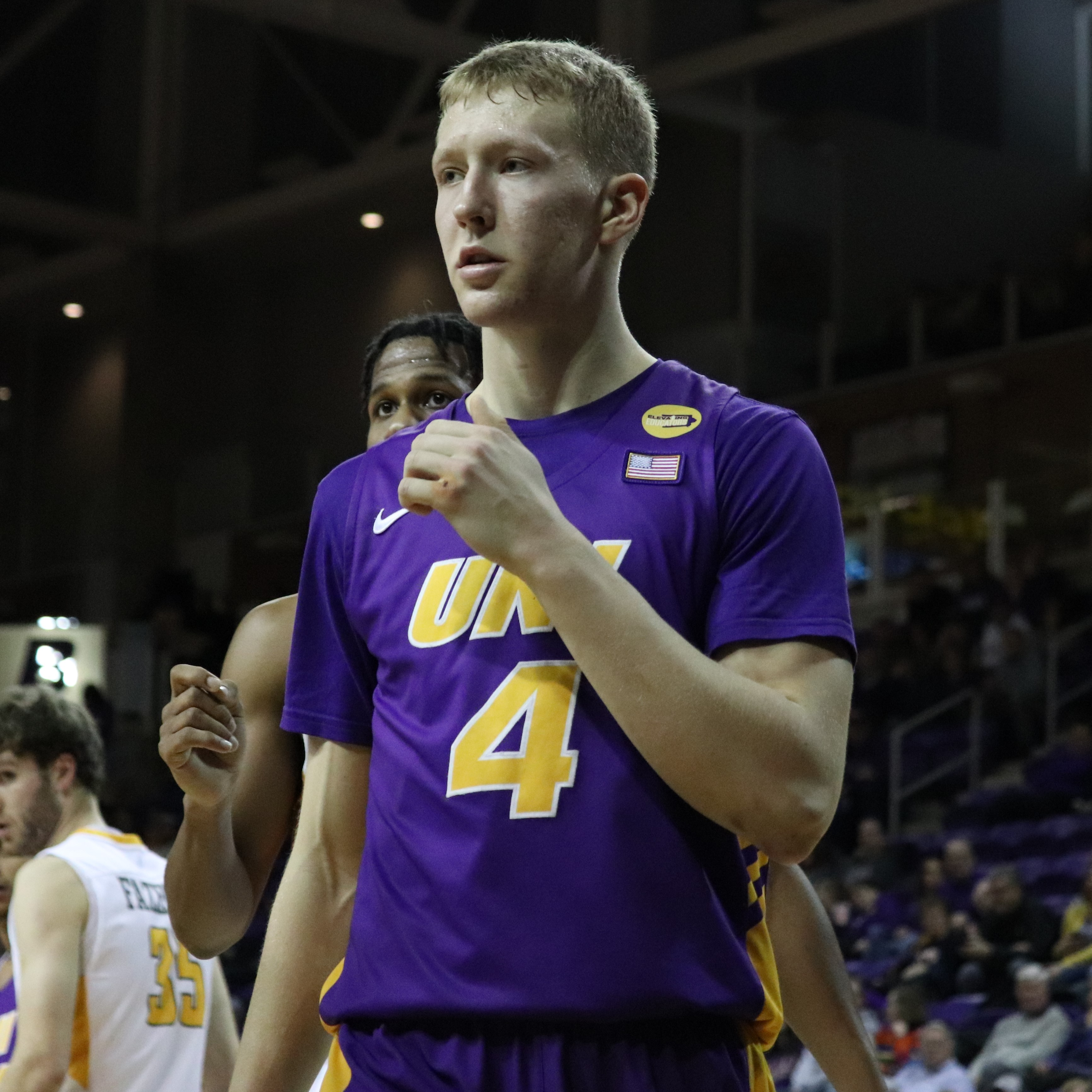
A.J. Green, okänt år.

A.J. Green, född 27 september 1999 i Cedar Falls i Iowa, är en amerikansk professionell basketspelare (SG) som spelar för Milwaukee Bucks i National Basketball Association (NBA).
Han blev aldrig NBA-draftad.
Innan Green blev proffs studerade han vid University of Northern Iowa och spelade för deras idrottsförening Northern Iowa Panthers.